# Cyprinus
Cyprinus is een geslacht van straalvinnige vissen uit de familie van karpers (Cyprinidae). Het geslacht is voor het eerst wetenschappelijk beschreven in 1758 door Linnaeus.

## Soorten
De volgende soorten zijn bij het geslacht ingedeeld:
- Cyprinus acutidorsalis (Wang, 1979)
- Cyprinus barbatus (Chen & Huang, 1977)
- Cyprinus carpio (Linnaeus, 1758) – Karper
- Cyprinus centralus (Nguyen & Mai, 1994)
- Cyprinus chilia (Wu, Yang & Huang, 1963)
- Cyprinus cocsa (Hamilton, 1822)
- Cyprinus dai (Nguyen & Doan, 1969)
- Cyprinus daliensis (Chen & Huang, 1977)
- Cyprinus exophthalmus (Mai, 1978)
- Cyprinus fuxianensis (Yang, 1977)
- Cyprinus hieni Nguyen & Ho, 2003
- Cyprinus hyperdorsalis (Nguyen, 1991)
- Cyprinus ilishaestomus (Chen & Huang, 1977)
- Cyprinus intha (Annandale, 1918)
- Cyprinus longipectoralis (Chen & Huang, 1977)
- Cyprinus longzhouensis (Yang & Hwang, 1977)
- Cyprinus mahuensis (Liu & Ding, 1982)
- Cyprinus megalophthalmus (Wu, 1963)
- Cyprinus melanes (Mai, 1978)
- Cyprinus micristius (Regan, 1906)
- Cyprinus multitaeniata (Pellegrin & Chevey, 1936)
- Cyprinus pellegrini (Tchang, 1933)
- Cyprinus qionghaiensis (Liu, 1981)
- Cyprinus quidatensis Nguyen, Le, Le & Nguyen, 1999
- Cyprinus rubrofuscus (Lacepède, 1803)
- Cyprinus yilongensis (Yang, 1977)
- Cyprinus yunnanensis (Tchang, 1933)